# Лунар Орбитър 5
Лунар Орбитър 5 (на английски: Lunar Orbiter 5) е последния от серията Лунар Орбитър, който е бил проектиран да направи допълнителни снимки за място за кацане на Аполо и Сървейър и да направи цялостен преглед на нефотографирани части от далечната страна на Луната. Също е оборудван да събира данни за интензивността на радиацията и микрометеоритните удари.